# آنجا استیفل
آنجا استیفل (انگلیسی: Anja Stiefel؛ زادهٔ ۹ اوت ۱۹۹۰) بازیکن هاکی روی یخ اهل سوئیس است.